# Leghe di alluminio

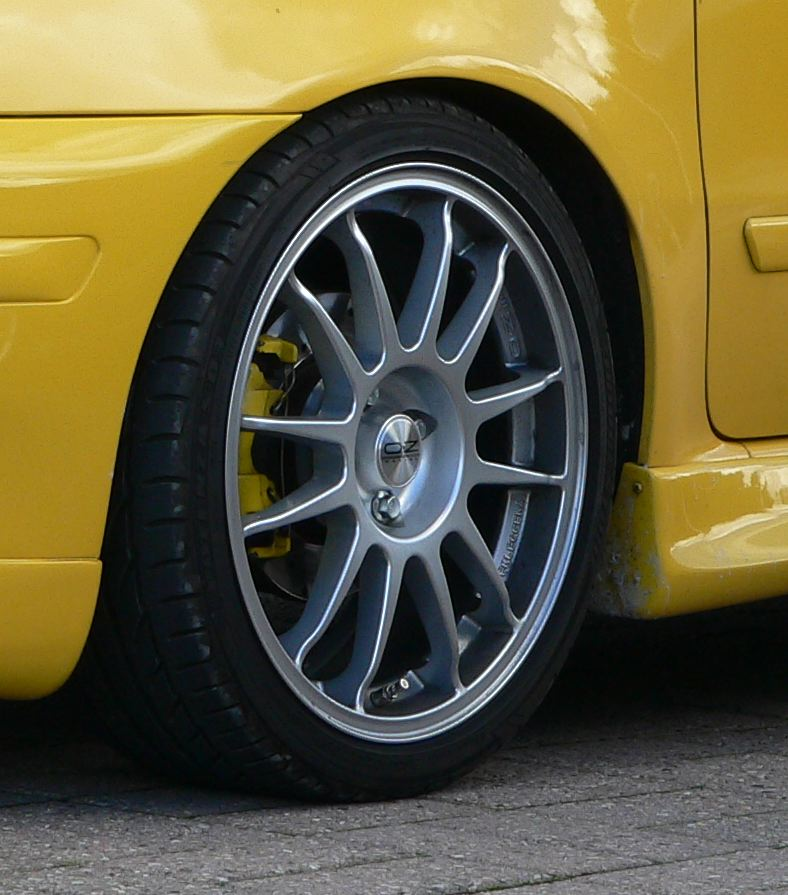
Un cerchione per autovettura realizzato in lega di alluminio

Le leghe di alluminio, dette anche leghe leggere, sono leghe ottenute principalmente con la combinazione tra alluminio e rame, zinco, manganese, silicio, o magnesio.

## Peculiarità
Le principali caratteristiche di queste leghe sono:
- bassa densità: il peso normale è tra i più bassi dei materiali strutturali (2,7 g/cm³ contro i 7,9 g/cm³ dell'acciaio)
- elevata duttilità a causa della loro struttura cristallina cubico F (a facce centrate): questa proprietà rende possibile realizzare fogli sottilissimi di alluminio, come ciascuno di noi può sperimentare nelle applicazioni alimentari. A basse temperature, per la loro struttura cristallina, le leghe di alluminio sono comunque duttili.
- elevata conduttività termica ed elettrica: questa caratteristica rende alcune leghe di alluminio adatte alla realizzazione di pentole da cucina, o materiale elettrico.
- basso punto di fusione (circa 660 °C): la temperatura di fusione limita le applicazioni strutturali dell'alluminio a temperature d'esercizio massime di 200-300 °C (300 °C per leghe appositamente studiate).
- resistenza a corrosione in ambiente atmosferico: le leghe leggere resistono bene alla corrosione generalizzata, ma soffrono di alcuni altri tipi di corrosione, e per questo vengono trattate con procedimenti come l'anodizzazione o l'applicazione di vernice protettiva (primer). Se non trattata in maniera particolare, la superficie di un oggetto in lega d'alluminio appare lucida, essendo assenti fenomeni di corrosione generalizzata, a differenza degli acciai ferritici. Le leghe di alluminio possono sviluppare rapidi fenomeni di corrosione galvanica se poste a contatto con l'acciaio inossidabile o con il titanio e le sue leghe.

L'impiego delle leghe d'alluminio nell'industria è sempre cresciuto con il passare degli anni. Nel 2000 le leghe di alluminio hanno superato la plastica come terzo materiale più usato nella costruzione di automobili, nel 2006 l'acciaio come secondo materiale più usato. Per questo i processi produttivi sono divenuti molto più efficienti: negli ultimi 50 anni, la quantità media di energia elettrica per fabbricare un chilogrammo di alluminio è diminuita da 26 kWh a circa 15 kWh. L'industria USA dell'alluminio è la più importante al mondo in termini di produttività: produce ogni anno beni e materiali grezzi in alluminio per 39,1 miliardi di dollari.
La composizione delle leghe di alluminio è catalogata e gestita dalla Aluminum Association. Molte organizzazioni pubblicano standard più specifici per la produzione di leghe di alluminio, inclusa l'organizzazione per la standardizzazione Society of Automotive Engineers (società degli ingegneri automobilistici) e in particolare il suo sottogruppo per gli standard aerospaziali e l'ASTM

## Campi di applicazione
Le leghe di alluminio trovano impiego in numerosi rami dell'ingegneria strutturale. Si possono classificare mediante il sistema numerico definito dall'ANSI oppure secondo i criteri definiti dalle norme DIN e ISO che stabiliscono nomenclature che permettono di riconoscere gli elementi principali costituenti. La scelta della lega da impiegare necessita di considerazioni sulla resistenza statica, duttilità, lavorabilità, saldabilità e resistenza alla corrosione, e altri aspetti quali le caratteristiche meccaniche alle temperature di impiego. Una breve panoramica storica sulle leghe e sulle tecnologie di fabbricazione è riportata nella bibliografia.
I principali campi di applicazione sono:
- campo aeronautico: a causa dell'importanza che riveste il peso strutturale, le leghe leggere sono estesamente utilizzate proprio per il favorevole rapporto proprietà meccaniche/peso che esse posseggono. Ancor oggi, nonostante i recenti sviluppi Boeing facciano pensare ad un utilizzo sempre più massiccio dei materiali compositi (vedi B787), le leghe d'alluminio trovano largo impiego. Per avere un'idea della questione, si pensi che, fino a dieci anni fa, più dell'80% della struttura di un aeroplano era costituita in lega leggera.
- applicazioni motoristiche: soprattutto nelle parti tiepide (fino ai 250 °C) del motore, e recentemente anche nelle parti calde, la soluzione in lega di alluminio consente risparmi in peso.
- campo ferroviario: con l'aumentare delle velocità di crociera dei moderni treni (i cosiddetti treni ad alta velocità), anche il campo ferroviario, che da sempre si era affidato all'acciaio, ha cominciato ad utilizzare le leghe d'alluminio in numerose applicazioni, anche strutturali, al fine di diminuire il peso.
- costruzione di telai di biciclette: attraverso l'utilizzo delle leghe leggere è possibile costruire telai più rigidi e meno pesanti.
- serbatoi e tubi in pressione, applicazioni criogeniche: l'elevata duttilità delle leghe d'alluminio anche a bassa temperatura, e la loro buona resistenza a corrosione, ne fanno materiale di impiego in questo campo.
- accessori da cucina: per queste applicazioni le leghe di alluminio sono considerate migliori rispetto al rame e all'acciaio. A livello professionale i cuochi apprezzano particolarmente le elevati doti di conducibilità del calore e considerano un compromesso accettabile le lievemente minori caratteristiche di igiene, durata meccanica e resistenza alla corrosione rispetto agli altri materiali[5].

- infissi e altre applicazioni domestiche: famosi gli infissi in alluminio anodizzato e più recentemente in alluminio verniciato con essiccatura a forno.

Nella progettazione, bisogna anche tener conto del fatto che una lega di alluminio in media costa 2-3 volte un acciaio, nonostante esso sia il secondo elemento metallico più abbondante sulla crosta terrestre dopo il silicio, a causa del complesso processo di raffinazione della bauxite, il minerale dal quale si ricava l'alluminio, e del costo intrinseco degli elementi di lega sommato ai procedimenti termici necessari a migliorare le caratteristiche meccaniche del materiale.

## Classificazione delle leghe leggere
Lo standard ASTM,  designa le leghe di alluminio sulla base di due metodi differenti, a seconda che si tratti di leghe da utilizzare per la lavorazione plastica o di leghe da fonderia. Lo standard di classificazione ASTM delle leghe leggere da deformazione plastica è praticamente coincidente con quello della Aluminum Association, sigla AA.
Le prime sono classificate con un numero a quattro cifre seguito da un trattino, una lettera che identifica il tipo di trattamento termico e un numero composto fino a quattro cifre che identifica la specifica tempra e invecchiamento.
La lettera che identifica il tipo di trattamento termico può ad esempio essere:
- F - grezzo di estrusione.
- H - incrudito per deformazione a freddo.
- O - ricotto.
- W- solubilizzato.
- T3 - solubilizzato a caldo, lavorato a freddo e invecchiato naturalmente.
- T6 - solubilizzato, temprato e invecchiato artificialmente.

Ad esempio una lega 2024-T3 identifica una lega solubilizzata a caldo, lavorata a freddo e invecchiata naturalmente.
Le leghe di alluminio per fonderia, invece, sono designate con un numero a 4 o 5 cifre con punto decimale. La cifra nella posizione delle centinaia indica i componenti della lega, mentre la cifra dopo il punto decimale indica il formato (profilati o lingotti).

### Leghe per lavorazioni plastiche

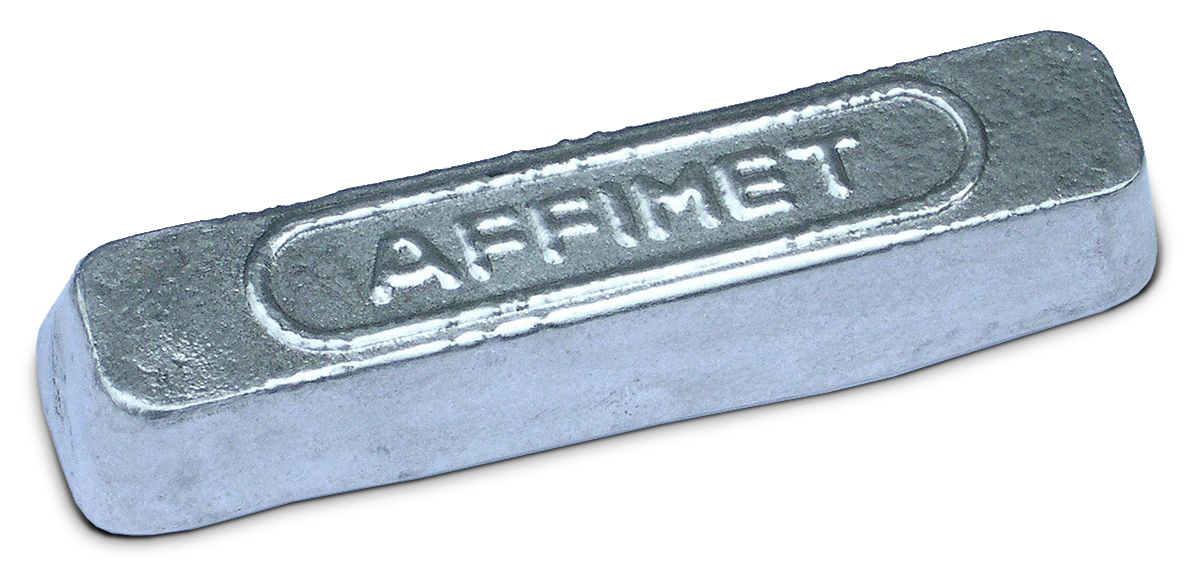
Un lingotto di alluminio

- gruppo 1000 (Alluminio): individua l'alluminio puro con un minimo del 99% di contenuto in peso. Sono possibili trattamenti per incrudimento per migliorare le caratteristiche di resistenza a scapito della duttilità e ottenendo un aumento della durezza. Nonostante la notevole affinità con l'ossigeno l'alluminio puro possiede una buona resistenza alla corrosione grazie alla formazione di uno strato superficiale compatto (byfilm) di ossido protettivo. Diversamente dalle normali leghe, inoltre, si evita la formazione di seconde fasi, in quanto vi è carenza di leganti.
- gruppo 2000 (leghe Al - rame) dette Avional: possono essere sottoposte al trattamento termico di indurimento per precipitazione  in grado di migliorare le proprietà meccaniche di resistenza. In precedenza venivano chiamate duralluminio. Sono tra le più comuni leghe per uso aerospaziale, soprattutto ove è richiesta buona o ottima resistenza a fatica.
- gruppo 3000 (leghe Al - manganese): possono essere lavorate per incrudimento. Usate per utensileria da cucina, recipienti e tubi in pressione.
- gruppo 4000 (leghe Al - silicio): leghe con una percentuale di silicio compresa tra 4,5% e 20%, per la produzione di pistoni, con una percentuale di silicio pari o superiore al 13% la lega è adatta per getti di forma complessa[7]. L'unica unificata è la UNI EN AW-4032 (AlSi12,5MgCuNi).
- gruppo 5000 (leghe Al - magnesio) dette Peraluman: Trattabili con lavorazioni di deformazione a freddo per aumentarne la durezza. Unitamente a una buona resistenza alla corrosione, mostrano doti di buona lavorabilità e saldabilità. Si utilizzano ad esempio in serbatoi per carburante, o rivetti esposti ad ambiente particolarmente corrosivo, produzione di componenti meccanici (anche nell'industria alimentare), stampi per materie plastiche, modelli per fonderia e nel campo navale.
- gruppo 6000 (leghe Al – silicio e magnesio) dette Anticorodal: hanno una ottima lavorabilità con le macchine utensili e possono essere sottoposte al trattamento termico di indurimento per precipitazione, ma non si possono ottenere le caratteristiche che le leghe dei gruppi 2000 e 7000 possono raggiungere. Sono leghe con buona saldabilità, e dunque vengono usate nel campo navale, ferroviario e nella costruzione di infissi di alluminio. In genere tutte le leghe 6000 sono estrudibili con tecnica detta "a ponte" e quindi sono idonei alla produzione di profili a una o più cavità.
- gruppo 7000 (leghe Al – zinco e magnesio) dette Ergal: sono le leghe molto utilizzate in campo aerospaziale, nelle applicazioni strutturali di forza e sono in grado di raggiungere le migliori caratteristiche meccaniche tra tutte le leghe di alluminio. Le leghe 7000 si suddividono in due sottogruppi: con rame e senza rame in lega; quelle contenenti rame, hanno prestazioni meccaniche molto elevate ma non sono saldabili; le altre invece sono caratterizzate dal notevole potere autotemprante, che le rende particolarmente idonee alla realizzazione di telai saldati, e dalla possibilità di essere estruse a ponte.
- gruppo 8000 (leghe miste): tra queste importanti sono le leghe Al-Li (come la 8090), di minor densità (2,5 - 2,6 g/cm³ in base alla percentuale di litio presente in lega), molto resistenti a fatica, mantengono una buona resistenza statica anche dopo danneggiamento da impatto, e rimangono molto tenaci anche a bassa temperatura.
- gruppo 9000 (Serie sperimentale)

Leghe di alluminio per lavorazione plastica - limiti di composizione (% peso)
| Lega  | Si         | Fe         | Cu        | Mn        | Mg        | Cr        | Zn        | V         | Ti        | Bi        | Ga   | Pb        | Zr        | altri metalli | altri metalli | Al       |
| Lega  | Si         | Fe         | Cu        | Mn        | Mg        | Cr        | Zn        | V         | Ti        | Bi        | Ga   | Pb        | Zr        | ognuno        | totale        | Al       |
| ----- | ---------- | ---------- | --------- | --------- | --------- | --------- | --------- | --------- | --------- | --------- | ---- | --------- | --------- | ------------- | ------------- | -------- |
| 1060  | 0,25       | 0,35       | 0,05      | 0,03      | 0,03      | 0,03      | 0,05      | 0,05      | 0,03      | 0,03      | 0,03 | 0,03      | 0,03      | 0,03          |               | 99,6 min |
| 1100  | 0,95 Si+Fe | 0,95 Si+Fe | 0,05-0,20 | 0,05      |           |           | 0,10      |           |           |           |      |           |           | 0,05          | 0,15          | 99,0 min |
| 2014  | 0,50-1,20  | 0,7        | 3,9-5,0   | 0,40-1,2  | 0,20-0,8  | 0,10      | 0,25      |           | 0,15      |           |      |           |           | 0,05          | 0,15          |          |
| 2024  | 0,50       | 0,50       | 3,8-4,9   | 0,30-0,9  | 1,2-1,8   | 0,10      | 0,25      |           | 0,15      |           |      |           |           | 0,05          | 0,15          |          |
| 2219  | 0,20       | 0,30       | 5,8-6,8   | 0,20-0,40 | 0,02      |           | 0,10      | 0,05-0,15 | 0,02-0,10 |           |      |           | 0,10-0,25 | 0,05          | 0,15          |          |
| 3003  | 0,60       | 0,70       | 0,05-0,20 | 1,0-1,5   |           |           | 0,10      |           |           |           |      |           |           | 0,05          | 0,15          |          |
| 3004  | 0,30       | 0,70       | 0,25      | 1,0-1,5   | 0,8-1,3   |           | 0,25      |           |           |           |      |           |           | 0,05          | 0,15          |          |
| 3102  | 0,40       | 0,70       | 0,10      | 0,05-0,40 |           |           | 0,30      |           | 0,10      |           |      |           |           | 0,05          | 0,15          |          |
| 5052  | 0,25       | 0,40       | 0,10      | 0,10      | 2,2-2,8   | 0,15-0,35 | 0,10      |           |           |           |      |           |           | 0,05          | 0,15          |          |
| 5083  | 0,40       | 0,40       | 0,10      | 0,40-1,0  | 4,0-4,9   | 0,05-0,25 | 0,25      |           | 0,15      |           |      |           |           | 0,05          | 0,15          |          |
| 5086  | 0,40       | 0,50       | 0,10      | 0,20-0,7  | 3,5-4,5   | 0,05-0,25 | 0,25      |           | 0,15      |           |      |           |           | 0,05          | 0,15          |          |
| 5154  | 0,25       | 0,40       | 0,10      | 0,10      | 3,1-3,9   | 0,15-0,35 | 0,20      |           | 0,20      |           |      |           |           | 0,05          | 0,15          |          |
| 5454  | 0,25       | 0,40       | 0,10      | 0,50-1,0  | 2,4-3,0   | 0,05-0,20 | 0,25      |           | 0,20      |           |      |           |           | 0,05          | 0,15          |          |
| 5456  | 0,25       | 0,40       | 0,10      | 0,50-1,0  | 4,7-5,5   | 0,05-0,20 | 0,25      |           | 0,20      |           |      |           |           | 0,05          | 0,15          |          |
| 6005  | 0,6-0,90   | 0,35       | 0,10      | 0,10      | 0,40-0,6  | 0,10      | 0,10      |           | 0,10      |           |      |           |           | 0,05          | 0,15          |          |
| 6005A | 0,50-0,90  | 0,35       | 0,30      | 0,50      | 0,40-0,7  | 0,30      | 0,20      |           | 0,10      |           |      |           |           | 0,05          | 0,15          |          |
| 6060  | 0,30-0,60  | 0,10-0,30  | 0,10      | 0,10      | 0,35-0,6  | 0,5       | 0,15      |           | 0,10      |           |      |           |           | 0,05          | 0,15          |          |
| 6061  | 0,40-0,80  | 0,70       | 0,15-0,40 | 0,15      | 0,8-1,2   | 0,04-0,35 | 0,25      |           | 0,15      |           |      |           |           | 0,05          | 0,15          |          |
| 6063  | 0,20-0,6   | 0,35       | 0,10      | 0,10      | 0,45-0,9  | 0,10      | 0,10      |           | 0,10      |           |      |           |           | 0,05          | 0,15          |          |
| 6066  | 0,90-1,80  | 0,50       | 0,70-1,20 | 0,60-1,10 | 0,80-1,40 | 0,40      | 0,25      |           | 0,20      |           |      |           |           | 0,05          | 0,15          |          |
| 6070  | 1,00-1,70  | 0,50       | 0,15-0,40 | 0,40-1,00 | 0,50-1,20 | 0,10      | 0,25      |           | 0,15      |           |      |           |           | 0,05          | 0,15          |          |
| 6082  | 0,70-1,30  | 0,50       | 0,10      | 0,40-1,00 | 0,60-1,20 | 0,25      | 0,20      |           | 0,10      |           |      |           |           | 0,05          | 0,15          |          |
| 6105  | 0,60-1,00  | 0,35       | 0,10      | 0,10      | 0,45-0,80 | 0,10      | 0,10      |           | 0,10      |           |      |           |           | 0,05          | 0,15          |          |
| 6162  | 0,40-0,80  | 0,50       | 0,20      | 0,10      | 0,70-1,10 | 0,10      | 0,25      |           | 0,10      |           |      |           |           | 0,05          | 0,15          |          |
| 6262  | 0,40-0,8   | 0,70       | 0,15-0,40 | 0,15      | 0,80-1,20 | 0,04-0,14 | 0,25      |           | 0,15      | 0,40-0,70 |      | 0,40-0,70 |           | 0,05          | 0,15          |          |
| 6351  | 0,70-1,30  | 0,50       | 0,10      | 0,40-0,80 | 0,40-0,80 |           | 0,20      |           | 0,20      |           |      |           |           | 0,05          | 0,15          |          |
| 6463  | 0,20-0,60  | 0,15       | 0,20      | 0,05      | 0,45-0,90 |           | 0,05      |           |           |           |      |           |           | 0,05          | 0,15          |          |
| 7005  | 0,35       | 0,40       | 0,10      | 0,20-0,7  | 1,00-1,80 | 0,06-0,20 | 4,0-5,0   |           | 0,01-0,06 |           |      |           | 0,08-0,20 | 0,05          | 0,15          |          |
| 7072  | 0,70 Si+Fe | 0,70 Si+Fe | 0,10      | 0,10      | 0,10      |           | 0,80-1,30 |           |           |           |      |           |           | 0,05          | 0,15          |          |
| 7075  | 0,40       | 0,50       | 1,20-2,00 | 0,30      | 2,10-2,90 | 0,18-0,28 | 5,10-6,10 |           | 0,20      |           |      |           |           | 0,05          | 0,15          |          |
| 7116  | 0,15       | 0,30       | 0,50-1,10 | 0,05      | 0,80-1,40 |           | 4,20-5,20 | 0,05      | 0,05      |           | 0,03 |           |           | 0,05          | 0,15          |          |
| 7129  | 0,15       | 0,30       | 0,50-0,9  | 0,10      | 1,30-2,00 | 0,10      | 4,20-5,20 | 0,05      | 0,05      |           | 0,03 |           |           | 0,05          | 0,15          |          |
| 7178  | 0,40       | 0,50       | 1,60-2,40 | 0,30      | 2,40-3,10 | 0,18-0,28 | 6,30-7,30 |           | 0,20      |           |      |           |           | 0,05          | 0,15          |          |

Il limite "altri metalli" si applica a tutti gli altri elementi, sia quelli compresi in tabella sia quelli non menzionati e per i quali non sono indicati altri limiti. La lega 6005A ha un altro limite non specificato in tabella: il titolo di manganese più cromo deve essere compreso nell'intervallo 0.12-0.50.

### Leghe per fonderia
Secondo l'ente IADS (International Alloy Designation System) le leghe da fonderia sono così classificate:
- gruppo 1xx.x (alluminio minimo 99%)
- gruppo 2xx.x (leghe Al - rame)
- gruppo 3xx.x (leghe Al - silicio - rame e/o magnesio))
- gruppo 4xx.x (leghe Al - silicio)
- gruppo 5xx.x (leghe Al - magnesio)
- gruppo 7xx.x (leghe Al - zinco)
- gruppo 8xx.x (leghe Al - stagno)
- gruppo 9xx.x (leghe Al - altri elementi)

.0=lega per getti
.1=lega per lingotti
La designazione europea EN-1780-1 classifica così le leghe:
- gruppo 1xxxx (alluminio minimo 99%)
- gruppo 2xxxx (leghe Al - rame)
- gruppo 4xxxx (leghe Al - silicio)
- gruppo 5xxxx (leghe Al - magnesio)
- gruppo 7xxxx (leghe Al - zinco)

### Leghe conosciute con nomi specifici

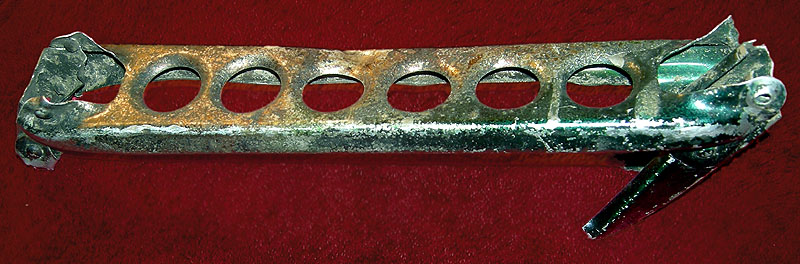
Frammento di Duralluminio del dirigibile LZ 129 Hindenburg danneggiato dal fuoco dell'incidente

- AA-8000: utilizzato per fili elettrici per impiego domestico
- Al-Li (alluminio, litio)
- Anticorodal (alluminio, silicio, magnesio a volte manganese), è il nome commerciale della serie 6000
- Avional o Duralluminio (rame, alluminio), è il nome commerciale della serie 2000
- Ergal (alluminio, zinco), è il nome commerciale della serie 7000 estesamente impiegata nell'industria aerospaziale.
- Magnox (magnesio, alluminio), utilizzata per tecnologie delle centrali nucleari
- Nambé (alluminio più sette altri metalli sui quali rimane il segreto industriale)
- Peraluman (magnesio, alluminio),  è il nome commerciale della serie 5000
- Silumin (alluminio, silicio)
- Zamak o Zama (zinco, alluminio, magnesio, rame),  utilizzata estesamente nella pressofusione

### Indurimento per precipitazione
L'indurimento per precipitazione, chiamato anche PH (Precipitation hardening) è un trattamento termico volto ad aumentare la durezza delle leghe e a migliorare altre proprietà, come la resistenza a corrosione.
Il miglioramento di queste proprietà avviene attraverso la formazione di precipitati dispersi nella matrice metallica, vale a dire formando particelle di una fase diversa da quella della matrice, immerse in essa stessa. In letteratura si fa anche riferimento al termine "indurimento per invecchiamento", poiché le proprietà meccaniche della lega trattata si sviluppano nel tempo. L'invecchiamento può essere ottenuto in maniera artificiale, mantenendo la lega a temperature più alte di quella ambientale (tipicamente dell'ordine del centinaio di gradi Celsius per le leghe di alluminio), accelerando la formazione dei precipitati.
L'indurimento per precipitazione prevede due diverse fasi di trattamento termico:
- trattamento termico di soluzione (tempra di solubilizzazione): consiste nel scaldare la lega in maniera tale che tutti gli elementi si trovino in una soluzione monofasica con gli elementi di lega presenti oltre il limite di solubilità. Di conseguenza la soluzione ottenuta è sovrassatura e perciò instabile: gli elementi di lega tenderebbero cioè a precipitare nella matrice come composti di altra fase. Per poter stabilizzare questa condizione si ricorre ad un raffreddamento veloce (tempra).

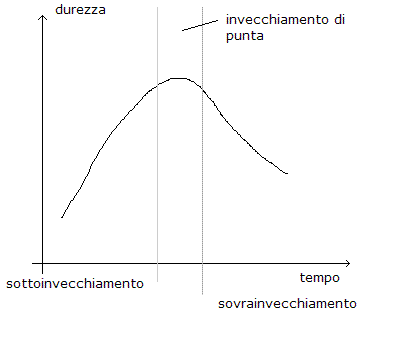
Andamento della durezza in funzione del tempo di invecchiamento

- trattamento termico di precipitazione: si riscalda la lega soprasatura ad una temperatura tale che gli elementi presenti oltre il limite di solubilità tendono a precipitare come particelle finemente disperse nella matrice. Questo fenomeno è noto con il termine invecchiamento e porta ad un aumento di durezza in funzione del tempo fino ad un massimo, oltre il quale decresce. L'invecchiamento si divide in:
  - invecchiamento naturale: a temperatura ambiente.
  - invecchiamento artificiale: mediante riscaldamento del materiale.
  - invecchiamento di punta: il materiale viene invecchiato sino a raggiungere la durezza massima. Si utilizza nei casi nei quali si vuole ottenere il massimo della resistenza statica.
  - sottoinvecchiamento: il materiale non ha ancora raggiunto il massimo della durezza raggiungibile.
  - sovrainvecchiamento: il materiale ha superato il massimo della durezza raggiungibile e dopo un lungo periodo di tempo durezza e resistenza si riducono. Questo è il caso delle leghe della serie 7000, in cui il sovrainvecchiamento è però obbligato poiché risolve i problemi di sensibilità a tensocorrosione.

### Lavorazioni tipiche
Le leghe di alluminio vengono lavorate mediante vari metodi:
- laminazione; questo processo consiste nel far passare il materiale fra due rulli producendo delle lamiere di dimensioni standard che vengono stoccate in avvolgimenti chiamati coil. Le lamiere ottenute possono trovarsi nello stato clad o nello stato bare. Nel primo caso, durante il procedimento di laminazione viene aggiunto un piccolo spessore sulla superficie di alluminio pressoché puro, come protezione esterna della corrosione. Nel secondo caso la lamiera viene lasciata "nuda", senza la pellicola di alluminio.
- forgiatura; consiste nella deformazione plastica del materiale a freddo o a caldo, tramite stampi e controstampi, per ottenere il pezzo desiderato
- fresatura tradizionale, HSM (high speed machining)
- fresatura chimica; per il raggiungimento di spessori particolarmente esigui.
- estrusione
- trafilatura a freddo

Meno impiegata per queste leghe è la tecnica della fusione (anche se ultimamente sta trovando un certo successo la fusione in cera persa, che permette l'ottenimento di strutture molto integrate, e dunque il risparmio di assemblaggi laboriosi).

## Saldabilità
Ad alte temperature l'alluminio si lega con l'ossigeno formando l'allumina, un ossido refrattario. Di conseguenza, i metodi di saldatura tradizionali non offrono risultati soddisfacenti, comportando per questo materiale il ricorso a tecniche quali la TIG, la MIG detta comunemente saldatura a filo continuo, la saldatura per attrito (FSW - Friction Stir Welding), la saldatura laser. A causa di introduzione di zone termicamente alterate e di imperfezioni nel cordone di saldatura come inclusioni, porosità e altre, oltre che dell'inevitabile alterazione delle proprietà meccaniche della lega, ogni qualvolta si progettano giunzioni strutturali in qualche modo critiche in lega di alluminio, si deve rinunciare alla saldatura a favore di tecnologie più affidabili come la chiodatura, la bullonatura o l'incollaggio.

## Proprietà meccaniche
Le leghe di alluminio possiedono proprietà meccaniche inferiori rispetto ad un acciaio o ad una lega di titanio. Per contro, il basso peso specifico delle prime garantisce in linea generale un risparmio in peso sul componente.
Le proprietà meccaniche della lega possono essere migliorate con trattamenti di lavorazione a freddo, oppure aggiungendo elementi come rame, magnesio, silicio, manganese e zinco, e l'indurimento per precipitazione sopra descritto.
La seguente tabella dà un'idea delle proprietà tipiche di alcune leghe di alluminio di uso strutturale:
| Denominazione lega | densità     | carico di rottura | carico di snervamento | modulo elastico | note |
| 2024-T3            | 2.780 kg/m3 | 483 MPa           | 345 MPa               | 73,1 GPa        | buone proprietà meccaniche, buona resistenza a fatica                                                       |
| 7075-T6            | 2.810 kg/m3 | 572 MPa           | 503 MPa               | 71,7 GPa        | elevate proprietà meccaniche, suscettibile a tensocorrosione                                                |
| 7175-T66           | 2.800 kg/m3 | 590 MPa           | 520 MPa               | 72 GPa          | miglior controllo sul tenore delle impurità rispetto alla 7075, aumentano le proprietà meccaniche e i costi |
| 2090-T3            | 2.590 kg/m3 | 320 MPa           | 210 MPa               | 76 GPa          | 1,9-2,6% di Li, elevata rigidezza e bassa densità, costi elevati                                            |
| 6061-O             | 2.700 kg/m3 | 124 MPa           | 55,2 MPa              | 68,9 GPa        | basse proprietà meccaniche, buona saldabilità                                                               |

La tabella seguente invece riporta, a titolo comparativo, le proprietà tipiche approssimative di alcuni acciai e leghe di titanio:
| Denominazione lega                             | densità     | carico di rottura | carico di snervamento | modulo elastico | note                                                                               |
| Acciaio maraging tipico                        | 8.000 kg/m3 | 1.200 MPa         | 800 MPa               | 200 GPa         | acciaio "martensitic aging" ad alta resistenza                                     |
| acciaio a basso tenore di carbonio             | 7.850 kg/m3 | 700 MPa           | 400 MPa               | 200 GPa         | può essere ulteriormente trattato per migliorarne le proprietà                     |
| acciaio ad alto carbonio, temprato e rinvenuto | 7.800 kg/m3 | 1.700 MPa         | 1.500 MPa             | 205 GPa         | acciaio ad altissima resistenza, ma molto fragile                                  |
| Titanio Ti-6Al-4Va                             | 4.400 kg/m3 | 1.200 MPa         | 1.100 MPa             | 114 GPa         | il titanio più usato per applicazioni strutturali                                  |
| composito in fibra di carbonio                 | 1.500 kg/m3 | fino a 4.000 MPa  |                       |                 | proprietà indicative, dipendono molto dalla realizzazione specifica del componente |

### Flessibilità

Nomenclatura del telaio tubolare di una bicicletta

Quando in ambito strutturale si sceglie di sostituire l'acciaio con una lega leggera, è da considerare il fatto che i moduli elastici dei due materiali sono differenti.
Un esempio di criticità in questo senso si ha nel caso della sostituzione della struttura tubolare di un telaio di bicicletta con una di identiche dimensioni, ma realizzata in lega leggera. La maggiore flessibilità di quest'ultima, se non corretta, causerebbe un disallineamento della trasmissione e uno spreco delle forze muscolari di spinta, che verrebbero in parte assorbite e sprecate. Se per recuperare la rigidezza si aumenta la geometria del tubo, il peso varia proporzionalmente, annullando la scelta adottata. In questo caso si deve ricorrere al ridimensionamento dell'elemento tubolare. Nel caso del telaio per bicicletta, agendo sul diametro dei tubi e non sullo spessore delle pareti del tubo. In questo modo, la rigidezza necessaria può essere nuovamente raggiunta o addirittura migliorata senza compromettere il risparmio di peso. Dal punto di vista matematico in un tubo, a parità di spessore delle pareti, la rigidezza aumenta con il cubo del diametro, mentre la massa aumenta solo in proporzione diretta.

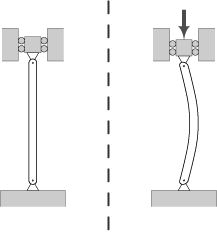
Una colonna sottoposta a un carico lungo l'asse longitudinale che esibisce la deformazione da instabilità a carico di punta

Di conseguenza, un tubo in lega leggera che abbia il doppio del diametro di un tubo di acciaio e lo stesso spessore delle pareti, avrà una rigidezza maggiore all'incirca di un rapporto 8 a 3, ma peserà solo i 2/3. Naturalmente, bisogna garantire una rigidezza flessionale adeguata per ogni direzione di flessione, affinché non si verifichi il fenomeno dell'instabilità a carico di punta. Infatti, nel caso della bicicletta sono presenti altre forze non dirette lungo l'asse longitudinale del tubo, che potrebbero provocare questo fenomeno nei tubolari che compongono il telaio.

### Accortezze di utilizzo
Le proprietà di una lega di alluminio variano considerevolmente in funzione degli elementi che la costituiscono, del tenore delle impurezze presenti e dei trattamenti (meccanici e termici) applicati al materiale. Questa variabilità unita al periodo di apprendimento che è stato necessario per comprendere le modalità di impiego, ha consegnato alle leghe leggere per un certo periodo di tempo una cattiva reputazione. Per esempio, il gran numero di casi di rotture incorse a strutture di alluminio per biciclette negli anni settanta diffuse nell'ambiente perplessità sull'utilizzo in questione. Al contrario, l'uso diffuso di componenti in lega di alluminio nei settori ad alte prestazioni delle industrie aerospaziale e automobilistiche, dove gli stress meccanici sono attentamente studiati e tenuti in considerazione nella progettazione, non ha portato a diminuzioni dell'affidabilità. Ciò ha costituito la dimostrazione che componenti in alluminio per uso ciclistico correttamente progettati non sono intrinsecamente inaffidabili. Il tempo e le esperienze hanno dato prova sul campo di questi concetti.

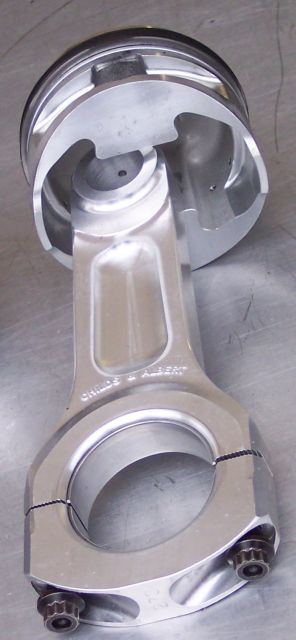
Un pistone e una biella in lega di alluminio

Similarmente, l'uso delle leghe di alluminio nelle applicazioni automobilistiche, particolarmente nelle parti dei motori che devono resistere in condizioni difficili, ha avuto un grande sviluppo nel corso del tempo. Un ingegnere dell'Audi, commentando il motore V12 da oltre 500 hp (370 kW), di un'auto da corsa della Auto Union degli anni trenta che è stata recentemente restaurata dalla Audi, ha dichiarato che la lega di alluminio con la quale è stato costruito il motore oggi sarebbe usata solo per arredi da giardino e simili.
È comunque da sottolineare il fatto che a seconda della destinazione di utilizzo (per ragioni direttamente riconducibili al prezzo e all'affidabilità dei singoli prodotti finiti in lega) le leghe più pregiate, a parità di composizione e designazione, sono quelle impiegate in campo aerospaziale. La differenza apparentemente paradossale che si può riscontrare nei comportamenti meccanici di prodotti destinati a settori differenti ma identici da un punto di vista designativo e di composizione chimica è principalmente dovuta ai metodi di fusione e solidificazione delle differenti partite di lega. Di conseguenza un prodotto destinato all'industria aerospaziale, può avere costi decuplicati (o anche più) rispetto allo stesso pezzo destinato ad esempio all'industria automobilistica anche di alto livello.

### Fenomeni di degrado strutturale

#### Fatica[9]

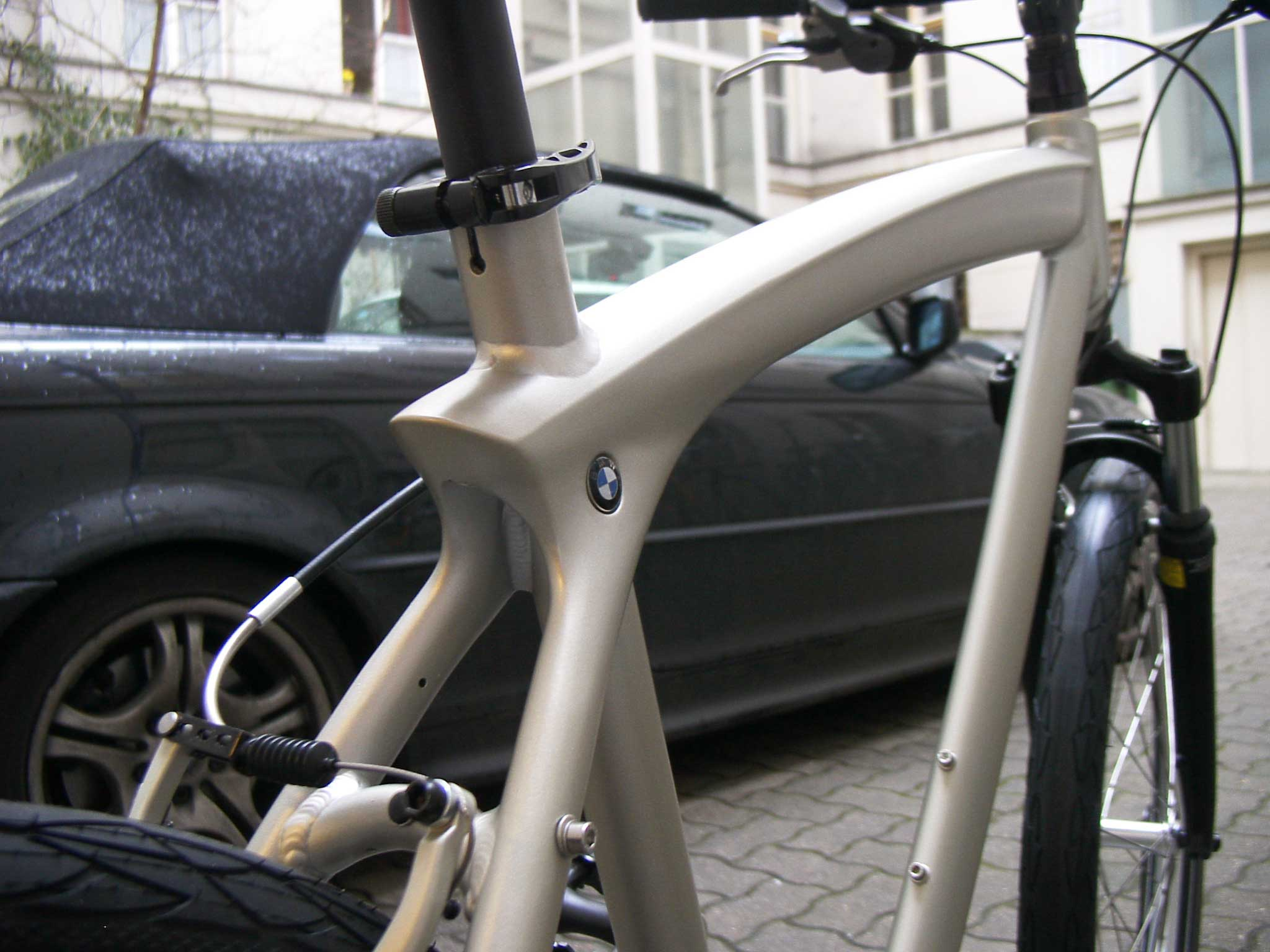
Una bicicletta con telaio in lega di alluminio

Le leghe di alluminio, a causa della loro bassa densità, già dagli anni '20 sono state utilizzate in campo aeronautico, nella composizione Al-Cu-Mg. Negli anni '40, con l'aumentare delle velocità di volo, e quindi dei carichi agenti sulle strutture, fu necessario introdurre delle leghe leggere che avessero proprietà meccaniche decisamente migliori delle precedenti. In questi anni cominciarono ad essere utilizzate le leghe Al-Zn, che però soffrivano di problemi di tensocorrosione e di scarsa resistenza a fatica. Il problema permase fino agli anni '60, quando l'introduzione del trattamento termico T73 (sovrainvecchiamento), migliorò di molto la situazione. Il dimensionamento a fatica delle leghe di alluminio è tuttora uno dei requisiti cogenti previsti dalle normative internazionali in materia.
I pannelli di fusoliera o di ventre d'ala di un aeroplano sono tipici esempi di strutture dimensionate a fatica, mentre i pannelli di dorso d'ala, e la struttura sottostante, sono dimensionati affinché non vadano in instabilità.
La recente introduzione delle leghe Al-Li, ancora più leggere e con prestazioni superiori in termini di rigidezza e resistenza a fatica a parità di peso, sembra aver trovato larghi consensi. L'alto costo dell'utilizzo del litio, a causa della sua elevata reattività chimica, viene compensato dal risparmio sul peso della struttura a vantaggio dei costi operativi (ad es. un aeromobile più pesante consuma più carburante, o equivalentemente trasporta meno carico pagante). Il limite di solubilità del litio nella lega può essere oltrepassato con tecniche, che naturalmente aumentano i costi di produzione del materiale, come la solidificazione rapida o la metallurgia delle polveri (sinterizzazione).

#### Corrosione
Le leghe di alluminio non soffrono di corrosione di tipo generalizzato, ma di fenomeni come la tensocorrosione, la corrosione localizzata (pitting), la corrosione per sfregamento (fretting) e quella galvanica.
Tipicamente la protezione dalla corrosione si consegue mediante anodizzazione o l'applicazione di clad o di vernici protettive (primer). Spesso come rivestimento protettivo su una lega di alluminio viene utilizzato l'alluminio puro. In tale caso la lega viene indicata con il suo numero seguito dalla dicitura Alclad, ad esempio 2024 Alclad. Per garantire la resistenza a corrosione dello strato di alluminio esterno, si deve ricorrere a placcatura a freddo.

## Leghe comuni di alluminio
Le leghe di alluminio elencate
- 2011: disponibile in fili e barre per lavorazioni con macchine utensili rotanti. Impiegato per applicazioni in cui sono richieste buona lavorabilità e caratteristiche meccaniche.
- 2014: impiegata per realizzare pezzi forgiati utilizzati in applicazioni pesanti, lastre e pezzi estrusi per impiego aeronautico, ruote, componenti strutturali, serbatoi per motori spaziali e strutture, telai di autocarri e componenti delle sospensioni. Impiegata nelle applicazioni che richiedono alta resistenza, durezza e capacità di funzionamento ad alte temperature.
- 2024: strutture per aeromobili, rivetti, ferramenta, ruote per autocarri, prodotti lavorati con macchine utensili e altre applicazioni strutturali miste.  La prima lega.
- 2036: lastre per strutture di auto.
- 2048: fogli e lastre per componenti strutturali per applicazioni aerospaziali e militari.
- 2141: lastre sottili da 40 fino a 150 mm per strutture aeronautiche.
- 2218: lavorazioni per forgiatura; pistoni per motori aeronautici e diesel; teste di cilindri per motori di aerei; componenti per motori a getto e anelli per compressori.
- 2219: serbatoi per impieghi spaziali, superfici di aerei supersonici. Ottime doti di saldabilità, utilizzabile per applicazioni in un intervallo di temperature tra -270 e 300 °C.
- 2618: pistoni e parti rotanti per aerei per impiego ad alte temperature.
- 3003: Serbatoi di profonda imbutitura, adatta alla trafilatura (impiego nelle lattine, serbatoi di estintori, etc.)

### Leghe di uso comune nell'industria aerospaziale
Di seguito sono richiamate le leghe di alluminio che hanno impiego aeronautico.

Leghe di maggior impiego:
- Alluminio 7075 (Ergal): alta resistenza, impieghi in attacchi di forza, ordinate o longheroni critici.
- Alluminio 2024 (Duralluminio) (o 2124): alta resistenza a fatica, impieghi in pannelli d'ala o fusoliera e altri simili.

#### Altre leghe
- Alluminio 6061
- Alluminio 6063
- Alluminio 5052

### Altre leghe per uso aerospaziale
Nella lista sono comprese leghe per uso aerospaziale ancora in produzione, ma meno utilizzate.
- Alluminio 2090
- Alluminio 2124
- Alluminio 2195 - lega Al-Li, usata per il serbatoio esterno dello Space Shuttle, sviluppata appositamente dalla NASA.
- Alluminio 2219
- Alluminio 2324
- Alluminio 6013
- Alluminio 7050
- Alluminio 7055
- Alluminio 7150
- Alluminio 7475
- Alluminio 7175
- Scalmalloy

### Leghe per impiego navale
Queste leghe sono utilizzate nella cantieristica navale e in tutte le altre applicazioni dove è richiesta resistenza all'ambiente salino e saldabilità.
- alluminio 5052
- alluminio 5083
- alluminio 5086
- alluminio 6061
- alluminio 6063